# Monuments nationaux de Berkovići
Cet article recense les monuments nationaux situés sur le territoire de la municipalité de Berkovići en Bosnie-Herzégovine et dans la république serbe de Bosnie. La liste établie par la Commission pour la protection des monuments nationaux compte 7 monuments nationaux inscrits sur la liste principale et 1 monument inscrit sur une liste provisoire.

## Monuments nationaux
| Monument                                   | Ville ou village | Géolocalisation | Datation                         | Commentaire éventuel                                     | Photo |
| ------------------------------------------ | ---------------- | --------------- | -------------------------------- | -------------------------------------------------------- | ----- |
| Mosquée de Sefer Aga Begović de Dabrica    | Dabrica          |                 | 1610-1611                        |                                                          |       |
| Nécropole de Lokve                         | Gornja Bitunja   |                 | Moyen Âge                        | Avec des stećci                                          |       |
| Nécropole de Ljubljenica                   | Ljubljenica      |                 | Moyen Âge                        | Avec 15 stećci ; dans le cimetière de l'église orthodoxe |       |
| Nécropole de Potkuk                        | Bitunja          |                 | Moyen Âge                        | Avec 243 stećci                                          |       |
| Vestiges d'une église et nécropole à Zakuk | Bitunja          |                 | Moyen Âge                        | Avec des stećci                                          |       |
| Tumulus et nécropole de Baba               | Gornja Bitunja   |                 | Préhistoire (tumuli) ; Moyen Âge | Avec des stećci                                          |       |
| Forteresse de Koštun (Koštur)              | Dabrica          |                 |                                  | ?                                                        |       |